# Ovča
Ovča (em cirílico:Овча) é uma vila da Sérvia localizada no município de Palilula, pertencente ao distrito de Belgrado, nas regiões de Šumadija e Banat serbe. A sua população era de 2282 habitantes segundo o censo de 2009.

## Demografia
| 1948  | 1953  | 1961  | 1971  | 1981  | 1991  | 2002  |
| ----- | ----- | ----- | ----- | ----- | ----- | ----- |
| 1 950 | 1 767 | 2 926 | 3 381 | 2 530 | 2 444 | 2 567 |